# Truett Cathy
Samuel Truett Cathy (14 tháng 3 năm 1921 – 8 tháng 9 năm 2014) là nhà sáng lập Chick-fil-A, một hệ thống cửa hàng thức ăn nhanh có trụ sở ở Georgia,
Hoa Kỳ.

## Thời thơ ấu
Cathy sinh ra tại Eatonton, Georgia năm 1921. Ông nhập học trường Boys High School, hiện giờ là trường Grady High School ở Atlanta, Georgia. Ông từng phục vụ trong quân đội Hoa Kỳ trong chiến tranh thế giới thứ hai.
Năm 1946, Cathy mở cửa hàng đầu tiên tại vùng ngoại ô Atlanta của Hapeville, Georgia. Đó là một cửa hàng nhỏ tên là Dwarf Grill. Đây chính là nơi mà ông cùng với người anh em ruột Ben tạo ra loại bánh mì kẹp thịt gà mà sau này đã trở thành không thể thiếu trong thực đơn của Chick-fil-A. Cửa hàng này, sau khi đổi tên thành Dwarf House, vẫn còn hoạt động cho đến ngày
nay, ngoài ra Dwarf House còn hoạt động tại một số địa điểm khác tại Atlanta.
Ông cưới Jeanette và có ba con: Trudy, Bubba và Dan.

## Sự nghiệp và các hoạt động từ thiện
Cathy là một tín hữu tại nhà thờ Tin Lành First Baptist Church tại Jonesboro, Georgia, ông cũng dạy lớp kinh thánh sáng chủ nhật tại đó trong 50 năm. Ông từng phát biểu rằng kinh thánh là quyển sách chỉ dẫn cho cuộc đời ông.
Cũng trong niềm tin của ông, tất cả các chi nhánh của công ty, dù là thuộc sở hữu của công ty hay là một chi nhánh nhượng quyền, đều không mở cửa trong ngày chủ nhật – một chính sách hiếm thấy trong ngành dịch vụ thực phẩm – nhằm giúp cho các nhân viên có thời gian đi nhà thờ và dành cho gia đình. Chính sách này bắt nguồn từ lúc Cathy làm việc 6 ngày trong tuần, nhiều hơn một ca mỗi ngày. Ông quyết định đóng cửa trong ngày chủ nhật để nghỉ ngơi, và quyết định này vẫn tồn tại tới nay.
Ông cũng là một nhà hảo tâm có nhiều đóng góp cho các hoạt động thiện nguyện, rất nhiều đóng góp là dành cho các tổ chức từ thiện của Tin Lành. Cathy cũng tài trợ cho giải bóng bầu dục các trường đại học cao đẳng, hiện nay có tên là Chick-fil-A Bowl, trước đó có tên là Peach Bowl rồi từ 1997 đến 2005 là Chick-fil-A Peach Bowl. Cathy cũng có những đóng góp lớn cho trường cao đẳng Berry College ở Rome, Georgia, ông đã xây dựng nên chương trình WinShape và
trao tặng nhiều phần học bổng mỗi năm.
Ngày 28 tháng 10 năm 2006, Cathy nhận được chiếc xe cuối cùng sản xuất bởi nhà máy Atlanta của Ford, để kỷ niệm cho mối quan hệ trong 60 năm giữa ông và nhà máy. Nhà máy nằm cạnh của hàng đầu tiên (Dwarf Grill) và đi vào sản xuất một năm sau khi cửa hàng mở cửa. Cửa hàng đã phục vụ cho các nhân viên nhà máy ở cả ba ca sản xuất.

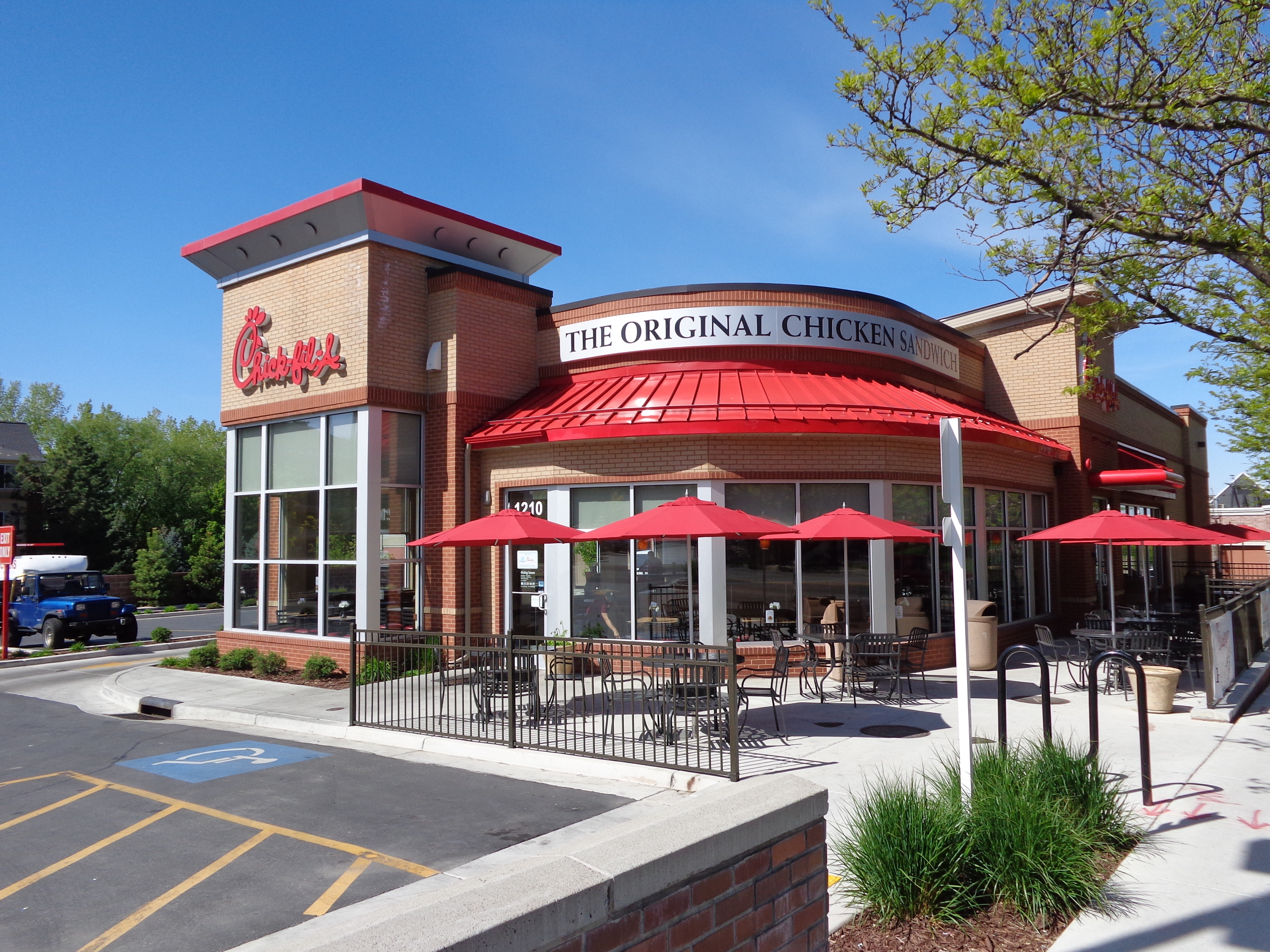
Một cửa hàng Chick-fil-A

Cathy là tác giả của 5 quyển sách: cuốn hồi ký Eat Mor Chikin: Inspire More People (tạm
dịch: Ăn thêm thịt gà, tạo cảm hứng cho nhiều người), một cuốn sách tạo động lực có tên gọi It’s Easier to Succeed Than to Fail (tạm dịch: Thành công dễ dàng hơn thất bại), cuốn sách dành cho các bậc phụ huynh It’s Better to Build Boys Than Mend Men (tạm dịch: Dạy con trai khi còn nhỏ tốt hơn sửa sai khi nó đã lớn), một giải thích cho thành công trong kinh doanh How Did You Do It, Truett? (tạm dịch: Bằng cách nào ông làm được như vậy, Truett?), cuốn sách cuối cùng bàn về ý nghĩa của tiền bạc trong xã hội ngày nay có tựa đề Wealth, Is It Worth It? (tạm dịch: Giàu, có đáng không?).
Ông cũng đóng góp cho tuyển tập Conversations on Success (tạm dịch: Những bài nói chuyện về thành công) và là đồng tác giả với Ken Blanchard trong quyển sách Generosity Factor: Discover the Joy of Giving Your Time, Talent, and Treasure (tạm dịch: Lòng hào phóng: khám phá niềm vui từ việc cho đi thời gian, khả năng và tài sản).
Tên ông được đặt cho một phần con đường Jonesboro và đường McDonough ở quận Henry, Georgia  và quận Clayton, Georgia.
Trong tháng tư 2008, Cathy mở một nhà hàng mới có tên "Upscale Pizza" ở Fayetteville, Georgia.
Thực đơn gồm có bánh pizza, hot dogs, bánh mì kẹp và milkshakes.
Tháng 11 năm 2013, ông nghỉ hưu chức vụ chủ tịch hội đồng quản trị và giám đốc điều hành của
Chick-fil-A. Con ông - Dan Cathy đảm nhiệm hai vai trò này.

## Đóng góp
Cathy đã dành nhiều thời giờ và nguồn lực trong việc nhận
nuôi những đứa trẻ vô gia cư. Ông đã bắt đầu công việc này từ 30 năm trước, và
đã nuôi dưỡng khoảng gần 200 đứa trẻ trong các mái ấm WinShape. Mái Ấm WinShape
là một chương trình nuôi dạy trẻ lâu dài bao gồm 11 mái ấm ở các bang Alabama,
Georgia và Tennessee.
Cathy cũng có chương trình học bổng lãnh đạo dành cho các
nhân viên Chick-fil-A. Mỗi học bổng trị giá 1000 USD. Trong 35 năm qua, tổng
giá trị học bổng được phát ra là 23 triệu đô la.
Các đóng góp của ông tập trung vào việc giúp đỡ những trẻ em có hoàn cảnh khó khăn. Năm 1984, Cathy thành lập quỹ WinShape với sứ mạng là nuôi
dưỡng định hình những con người chiến thắng (shape winners). Quỹ WinShape bao gồm
Mái Ấm WinShape, WinShape RetreatSm, WinShape MarriageSM, WinShape Camps,
WinShape, College Program, WinShape Wilderness và WinShape International. Trong
năm 2010, quỹ đã hỗ trợ gần 18 triệu đô la cho các mái ấm và trại hè. Một số
đóng góp trước đó của quỹ gồm có việc tài trợ học bổng đại học cao đẳng và
chương trình tư vấn hôn nhân. Quỹ đã trao học bổng cho gần 820 sinh viên trường
cao đẳng Berry College. Giá trị cao nhất có thể của một suất là 32,000 USD. Quỹ
WinShape cũng đóng góp 5 triệu đô la cho các nhóm không ủng hộ đồng tính luyến
ái từ năm 2003. Bao gồm 2 triệu đô la năm 2009 và cũng số đó trong năm 2010.
Năm 2008, quỹ WinShape đã thắng giải thưởng William E. Simon trị giá 250,000 USD vì sự lãnh đạo xuất sắc trong hoạt động từ thiện, thể hiện
qua những đóng góp của quỹ cho xã hội. Giải thưởng này được thành lập để khuyến
khích lý tưởng về trách nhiệm cá nhân, đóng góp cho cộng đồng, tinh thần tự
nguyện, học bổng, tự do cá nhân, đức tin nơi Thiên chúa, và giúp đỡ những người
biết tự lực. Nó tôn vinh những nhà hảo tâm còn sống. Đó là những người đã thể
hiện khả năng lãnh đạo bằng cách làm gương qua các đóng góp từ thiện, nhấn mạnh
sức mạnh lòng hảo tâm trong việc tạo ra các thay đổi tích cực, và khuyến khích mọi
người đóng góp cho những tổ chức từ thiện đem đến kết quả lâu dài.
Năm 2011, để ghi nhận những nỗ lực từ thiện của Cathy tại WinShape, tổ chức Children’s Hunger Fund đã trao cho ông giải thưởng Children’s Champion Award for Family and Community.

## Các giải thưởng đã nhận được

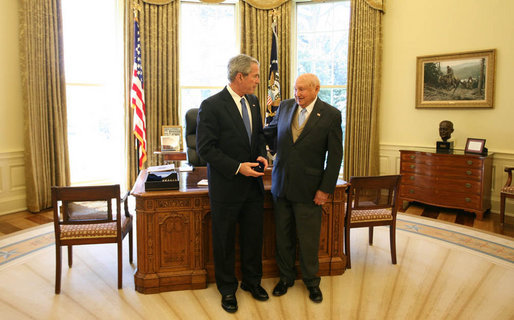
Truett Cathy nhận giải thưởng Lifetime President's Volunteer Service Award từ tổng thống George W. Bush tại Nhà trắng

Truett Cathy đã nhận nhiều giải thưởng khác nhau. Ông là thành viên của hội Omicron Delta Kappa (OΔK), ông cũng nhận được giải thưởng cao quý nhất của hội – giải Laurel Crowned Circle năm 2009. Một số giải thưởng khác mà ông đã nhận là giải thưởng nhân đạo Norman Vincent and Ruth Stafford Peale, giải thưởng Horatio Alger, giải thưởng William E. Simon Prize cho công tác thiện nguyện, và giải thưởng Silver Buffalo từ hiệp hội hướng đạo sinh Hoa Kỳ. Cathy được bình chọn vào Junior Achievement U.S. Business Hall of Fame năm 2003.
Ngoài ra ông cũng là thành viên của hội  Pi Kappa Alpha và Delta Sigma Pi.
Với số tài sản trị giá 6,6 tỷ USD ông xếp hạng 218 trong số những người giàu nhất thế giới (theo tạp chí Forbes bản online ngày 28/6/2014).
Tổng thống Bush đã trao tặng cho ông giải thưởng President’s Call to Service trong năm 2008.

## Sách đã xuất bản
· 
Cathy, S. Truett (2010), Wealth, Is It Worth It?, Looking Glass
Books, ISBN 1929619405
· 
—— (2007), How Did You Do It, Truett?: A Recipe for Success,
Looking Glass Press, ISBN 1929619332
· 
—— (2004), It's Better to Build Boys Than Mend Men, Looking Glass
Books, ISBN 1929619200
· 
—— (2002), Eat Mor Chikin: Inspire More People, Looking Glass
Books, ISBN 1-929619-08-1
·  —— (1989), It's
Easier to Succeed Than to Fail, Thomas Nelson Inc., ISBN 0840790309